# Кхам (район)
Кхам — один з районів (лаос. ເມືອງ муанг) провінції Сіангкхуанг, Лаос.